# Ланде, Йорн
Йорн Ланде (норв. Jørn Lande, также известен как Jorn; 31 мая 1968) — норвежский вокалист в музыкальных жанрах хэви-метал и хард-рок. За 15 лет своей музыкальной карьеры в его активе более 20 студийных альбомов с полным или частичным участием и около дюжины концертных. В последние годы работает сольно и как сессионный музыкант.
25 июля 2009 года стало официально известно, что Йорн вернулся в группу Masterplan для записи нового альбома.

## Биография
Йорн Ланде родился 31 мая 1968 года в Норвегии в семье музыканта. Серьёзно заниматься пением начал в девять лет. Восхождение на вершину популярности началось с того дня, когда начинающий вокалист исполнил главную вокальную партию в песне «Alt for Norge» («Всё для Норвегии»), звучавшую на чемпионате мира по футболу в 1994 году. На сегодняшний день он — один из самых знаменитых вокалистов метал сцены, обладающий мощным вокалом и большой работоспособностью. За 15 лет своей музыкальной карьеры в активе Ланде появилось более 20 студийных альбомов с его полным или частичным участием и около дюжины концертных. В последние годы Йорн Ланде работает и сольно, и как сессионный музыкант. Первый диск под названием «Vagabond» с участием Йорна вышел в том же 1994 году, когда певец был членом группы Vagabond. Тогда это была группа, о которой знали только в Норвегии.
В 1998 году на молодого вокалиста обратил внимание музыкант и продюсер Берни Марсден, долгое время игравший в Whitesnake. Берни услышал запись его вокала и понял, что Йорн — это именно то, что ему нужно. Так была образована группа The Snakes, игравшая в тематике ранних Whitesnake. Однако просуществовала она недолго, успев выпустить только один студийный и один концертный альбом.
В этом же году Ланде принимает приглашение от норвежского коллектива Mundanus Imperium, музыка которого была не похожа на то, что делал Йорн до последнего времени.
Но настоящую популярность в металлических кругах Йорну принесли сотрудничество с норвежской прогрессив-метал-группой ARK и его участие в проекте Beyond Twilight. Эти работы открыли весь потенциал, творческие способности музыканта и диапазон его вокала, за который одни называли его Дио нового тысячелетия, другие — молодым Ковердейлом. На протяжении семи лет (с 2000 по 2007 гг.) Йорн много работал, выпуская по 2-3 альбома в год и активно гастролируя по всему миру.

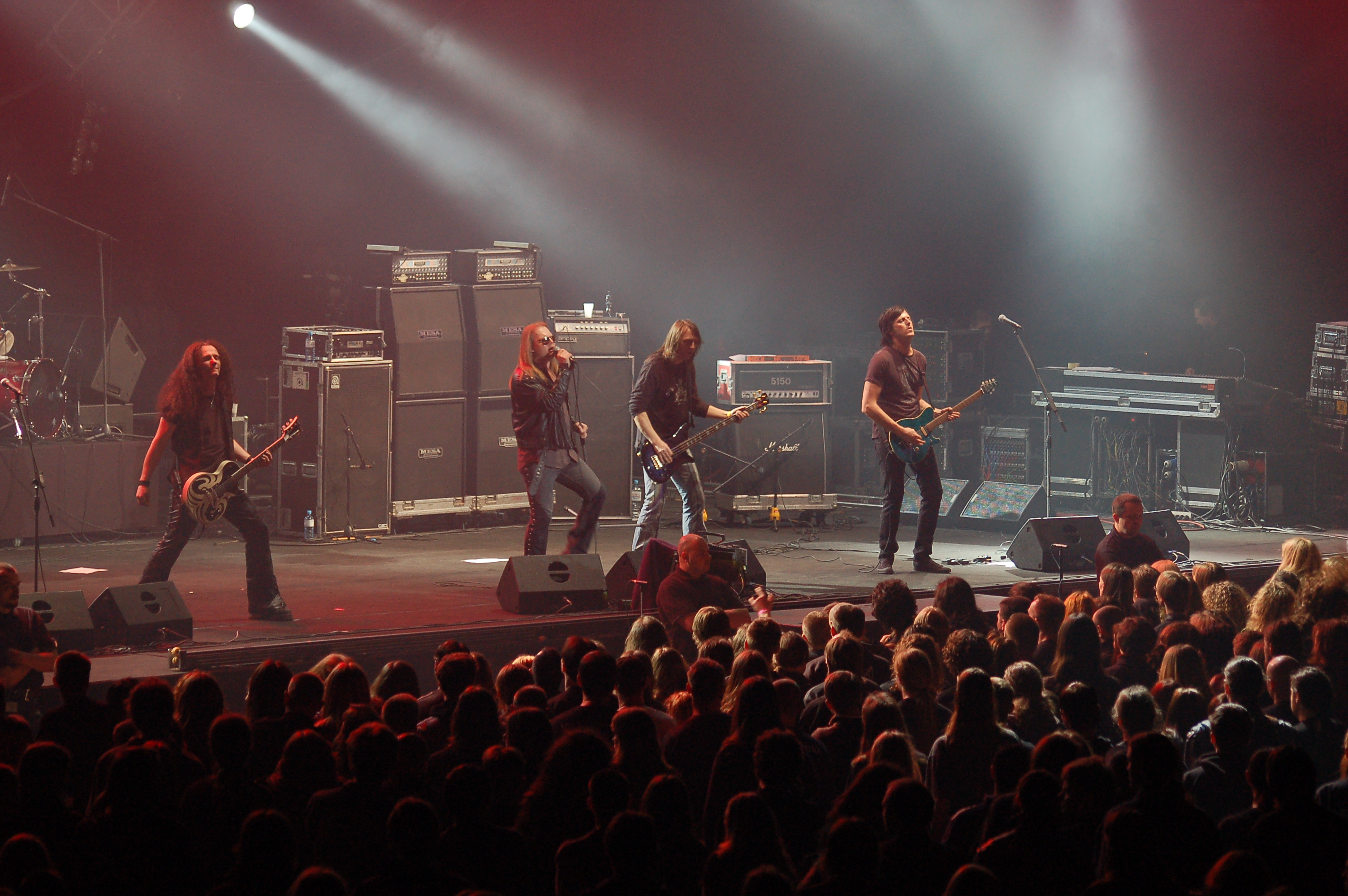
Сольный концерт, 2007 год

Не меньшую популярность принесло Йорну и его сотрудничество с известной пауэр-метал-группой Masterplan. Их совместная работа под названием «Aeronautics» была выпущена в 2005 году, но из-за творческих разногласий с другими членами коллектива Ланде был вынужден оставить группу и посвятить себя сольной карьере и сессионной работе.
В 2006 году был выпущен его наиболее удачный сольный альбом под названием «The Duke», который закрепил за музыкантом имидж мощного вокалиста и талантливого композитора.
В 2009 году певец записывал посвящение Дио — «Song for Ronnie James»; по роковому стечению обстоятельств, трибьют-альбом DIO и видеоклип к песне были готовы уже после смерти музыканта. За песню Ланде получил большое количество тёплых откликов по всему миру.

## Дискография

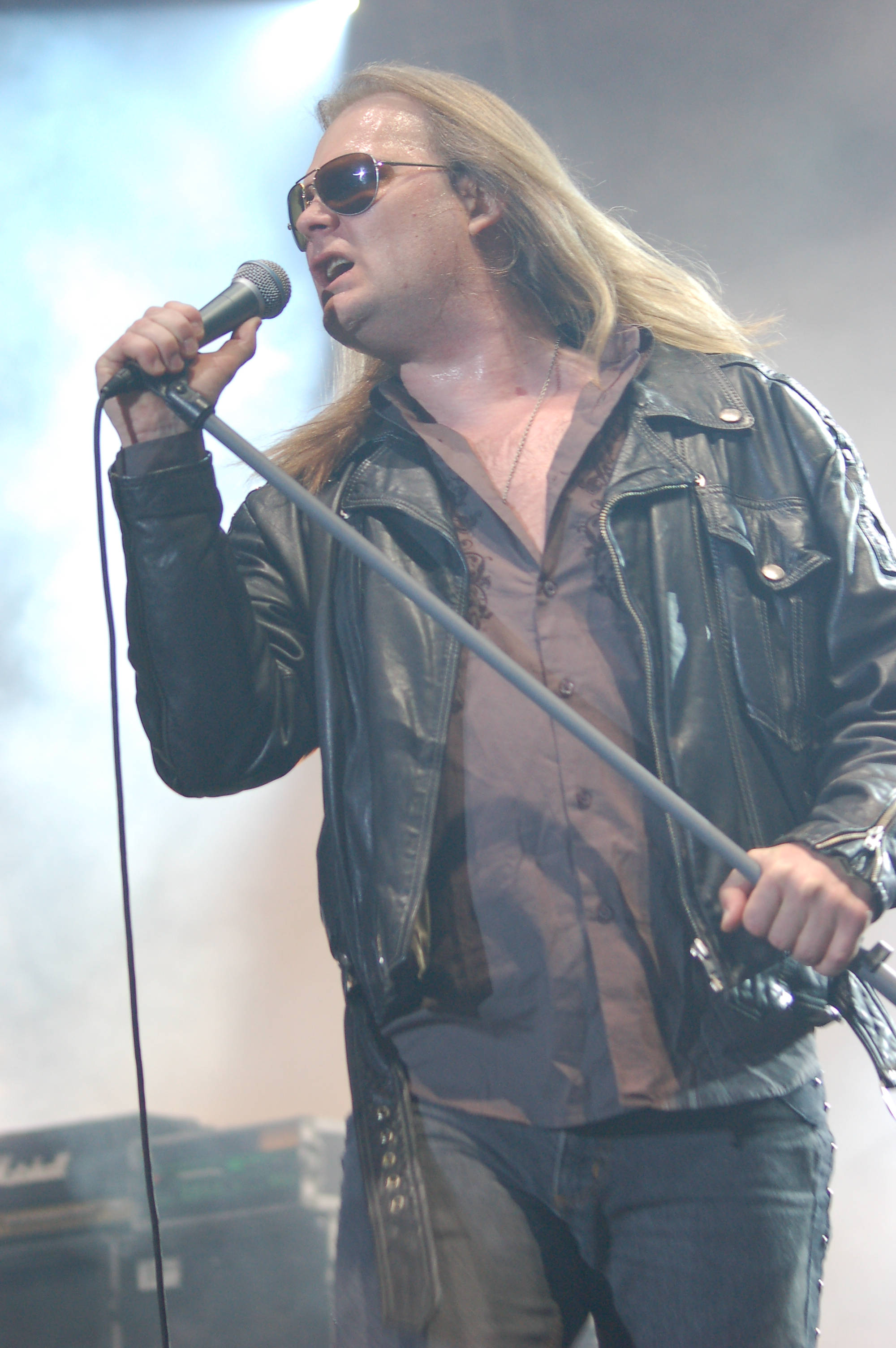
Ланде в 2007 году

## Дискография[3]

### Сольные альбомы
- Starfire (2000)
- Worldchanger (2001)
- Out to Every Nation (2004)
- The Duke (2006)
- The Gathering (greatest hits album) (2007)
- Unlocking the Past (cover album) (2007)
- Live in America! (live album) (2007)
- Lonely Are The Brave (2008)
- Spirit Black (2009)
- Dukebox (Compilation) (2009)
- DIO (2010)
- Live In Black (2011)
- Bring Heavy Rock To The Land (2012)
- Symphonic (2013)
- Traveller (2013)
- Dracula. Swing Of Death (2015)
- Heavy Rock Radio (cover album) (2016)
- Life on Death Road (2017)
- Live on Death Road (live album) (2019)
- Heavy Rock Radio II - Executing The Classics (cover album) (2020)
- Over The Horizon Radar (2022)

### Vagabond
- Vagabond (1994)
- A Huge Fan of Life (1995)

### Mundanus Imperium
- The Spectral Spheres Coronation (1998)

### The Snakes
- Once Bitten (1998)
- Live in Europe (live album)(1998)

### Millennium
- Hourglass (2000)

### ARK
- ARK (альбом) (2000)
- Burn The Sun (2001)

### Beyond Twilight
- The Devil's Hall of Fame (2001)

### Nikolo Kotzev's Nostradamus
- Nikolo Kotzev’s Nostradamus (2001)

### Brazen Abbot
- Guilty As Sin (2003)

### Genius a Rock Opera
- Episode III The Final Surprise (2007)

### Masterplan
- Enlighten Me (single) (2002)
- Masterplan (2003)
- Back For My Life (EP) (2004)
- Aeronautics (2005)
- Time To Be King (2010)

### Allen/Lande
- The Battle (2005)
- The Revenge (2007)
- The Showdown (2010)
- The Great Divide (2014)

### Кен Хенсли
- Blood On The Highway (2007)

### Avantasia
- Lost in Space Part I (2007)
- Lost in Space Part II (2007)
- The Scarecrow (2008)
- The Wicked Symphony (2010)
- Angel of Babylon (2010)
- Ghostlights (2016)
- Moonglow (2019)

### Ayreon
- 01011001 (2008)

### League of Legends— Smite and Ignite (2014)
- Lightbringer
- Thornmail

### Pentakill
- Smite and Ignite(2014)
- II: Grasp of the Undying(2017)
- III: Lost Chapter (2021)